# Église orthodoxe ukrainienne des États-Unis
Pour les articles homonymes, voir Église orthodoxe ukrainienne.
 (novembre 2020).
L'Église orthodoxe ukrainienne des États-Unis (et de la diaspora) est une Église orthodoxe née dans la diaspora ukrainienne. Elle est rattachée canoniquement au Patriarcat œcuménique de Constantinople. Le chef de l'Église porte le titre de Métropolite, avec résidence à South Bound Brook dans le New Jersey (titulaire actuel : Antony).
L'Église est membre de la Conférence permanente des Évêques orthodoxes canoniques des Amériques (SCOBA).

## Histoire
Le 12 mars 1995, l'Église fut reçue dans la juridiction du Patriarcat œcuménique.

## Organisation
- Métropolie des États-Unis d'Amérique
  - Éparchie centrale
  - Éparchie orientale
  - Éparchie occidentale
- Éparchie de Grande-Bretagne et d'Europe occidentale (France, Allemagne, Belgique)
- Éparchie d'Australie et de Nouvelle-Zélande
- Éparchie d'Amérique du Sud

### Séminaire
Pour la formation de son clergé, l'Église dispose du Séminaire théologique orthodoxe ukrainien Sainte-Sophie de South Bound Brook.

## Relations avec les autres Églises
Depuis son intégration dans le Patriarcat œcuménique, l'Église est en communion avec les autres Églises orthodoxes canoniques.
Avec l'Église orthodoxe ukrainienne du Canada, elle forme la Conférence permanente des Évêques orthodoxes ukrainiens en dehors des frontières de l'Ukraine.